# Johannes Bureus

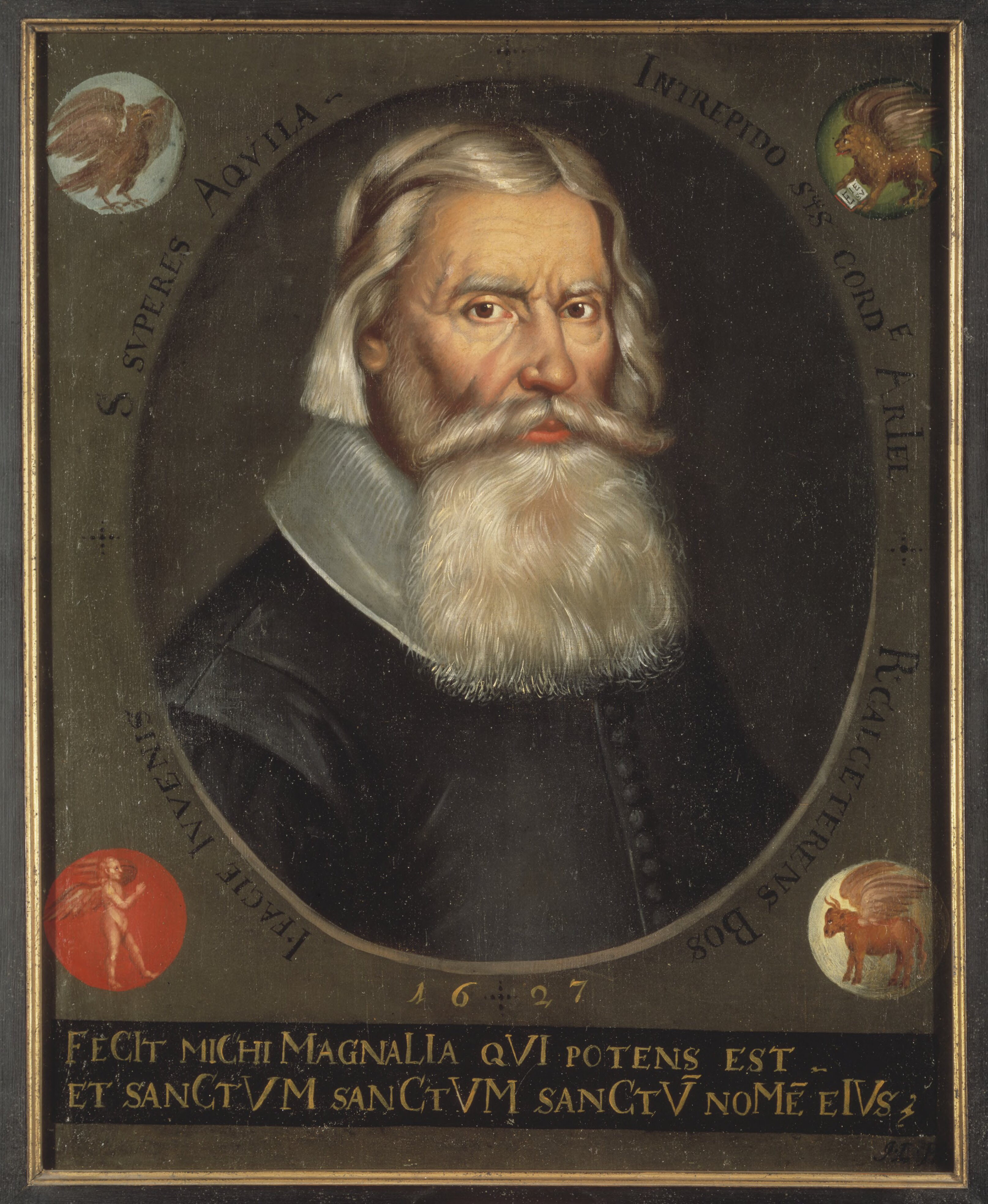
Johannes Bureus, 1627

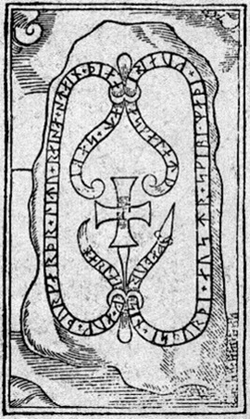
Bureus’ Zeichnung des verschollenen Runensteins U 439

Johannes Thomae Agrivillensis Bureus (* 15./25. März 1568 in Åkerby; † 22. Oktober 1652 in Bondkyrka; eigentlich: Johan Bure, auch bekannt unter Johannes Buraeus) war ein schwedischer Runenforscher, Mystiker, Königlicher Hofarchivar und Schriftsteller.

## Leben
Bureus war der Sohn des lutherischen Pastors Thomas Mattiae und dessen Frau Magdalena Andersdotter, die von einer Familie aus dem Ort Bure abstammte. Anders Bure[us], der als Vater der Kartografie bezeichnet wird, Jonas und Olof Bure waren Söhne der Schwester seiner Mutter und des Pastors Engelbrecht Laurentii.
Er besuchte Schulen in Uppsala und Stockholm und studierte später auch in Deutschland und Italien. 1591 heiratet er Margaretha Mårtensdotter Bång. Von deren Bruder, der am 15. Januar 1603 wegen Zauberei hingerichtet wurde, erhielt er das von Agrippa übersetzte Buch Arbatel De magia veterum, das sich mit Okkultismus und Magie beschäftigt, und begann sich in der Folge ernsthaft für Kabbala und die Rosenkreuzer zu interessieren. Hebräisch hatte er bereits 1584 zu lernen begonnen.
Er arbeitete 1590 in einem Kanzleibüro, als er zum Akademiesekretär in Uppsala berufen wurde. Er nahm diese Stelle jedoch nicht an. 1593 war er als Notar bei der Versammlung in Uppsala zugegen. In der Gegend um Uppsala gab es viele Runensteine, und Bureus, der von deren Design fasziniert war, unternahm etwa zu dieser Zeit den Versuch, die Inschriften zu entziffern. 1599 bekam er von König Karl IX. den Auftrag, alle Runensteine des Landes zu untersuchen und zu katalogisieren. 1602 veröffentlichte er sein erstes Buch zu seinen Nachforschungen – Monumenta veterum Gothorum in patria. 1611 erschien dann auch ein kleines Büchlein (Runa-ABC-boken), in dem er neben einem von ihm entwickelten Runen-Set auch eine Anleitung zum Lesen der Runen präsentierte. In seinen Büchern sind viele Steine angeführt, die später in Steinmauern und Bauwerken verbaut wurden. Für manche, wie den Stein U 439, sind seine Aufzeichnungen der einzig verbliebene Beweis ihrer früheren Existenz.
Schon als junger Mann hatte er die klassischen Sprachen studiert. Er galt als einer der besten Kenner der orientalischen Sprache und der Theologie seiner Zeit und verfügte über weitreichende Kenntnisse in Astronomie, Chemie, Geometrie, Mechanik und Architektur. Er beschäftigte sich zudem mit Wetterphänomenen, war ein gelernter Zeichner und der erste einheimische Kupferstecher und Xylograph des Landes. Des Weiteren galt sein Interesse den Altertümern des Vaterlandes, der Poesie, der Geschichte und der schwedischen Rechtschreibung und Syntax.
1603 wurde Bureus königlicher Hofarchivar und gemeinsam mit Johan Skytte Lehrer des Prinzen Gustav Adolf. 1609 wurde er Nationalarchivar. 1630 übertrug Gustav II. Adolf Bureus die neu geschaffene Aufgabe des Riksantikvarie (Reichsantiquar). Bureus hatte die Aufgabe, Runensteine, Grabhügel und Ruinen zu inventarisieren und für deren Erhalt zu sorgen. Das Amt besteht bis heute. Die gesetzliche Grundlage wurde erst nach Bureus Tod 1666 geschaffen und stellt das älteste Denkmalpflegegesetz der Welt dar.
Er war nach seiner ersten Ehe noch ein zweites Mal verheiratet. Die Frau hieß Ingeborg Guntheri.

## Der Streit um das Weltenende
Bureus’ Vorliebe für kabbalistische Mystik führte ihn so weit, dass er den Untergang der Welt bis zu einem bestimmten Tag berechnete und vorhersagte und zwar für den Herbst jenes Jahres. Dies führte zu einer Auseinandersetzung mit einem gelehrten Apotheker namens Simon Wolimhaus, der bei seinen eigenen Berechnungen für den Weltuntergang einen Tag im Frühjahr des Folgejahres errechnet hatte. Die beiden Gelehrten beharrten auf ihren Berechnungen und schlossen eine Wette ab, bei der jeder von ihnen eine Farm in Uppsala gründete. Als der vorherbestimmte Herbsttag verstrichen war und das Ereignis nicht eingetreten war, forderte Wolimhaus, den Hof von Bureus in Besitz zu nehmen. Dieser aber wandte ein, es solle erst der von Wolimhaus festgesetzten Frühlingstag abgewartet werden, um zu sehen, ob dessen Berechnungen zuverlässiger seien. Letztlich stellte sich heraus, dass Wolimhaus kein besserer Wahrsager als Bureus war, und so behielt jeder seinen eigenen Hof.

## Werke (Auswahl)
- Monumenta veterum Gothorum in patria. 1602.
- Runa-ABC-boken. 1611 (archive.org).
- Ara Foederis Therapici. 1616.
- FaMa e sCanzIa ReDUX. 1616.
- Monumenta Sveogothica Hactentus Exculpta. 1624 (alvin-portal.org).
- Adulruna Rediviva.